# أوليف آن بورنس
أوليف آن بورنس (بالإنجليزية: Olive Ann Burns)‏ (17 يوليو 1924 - 4 يوليو 1990)؛ صحفية وروائية أمريكية. درست في جامعة ولاية كارولينا الشمالية في تشابل هيل.